# Anton Schaller

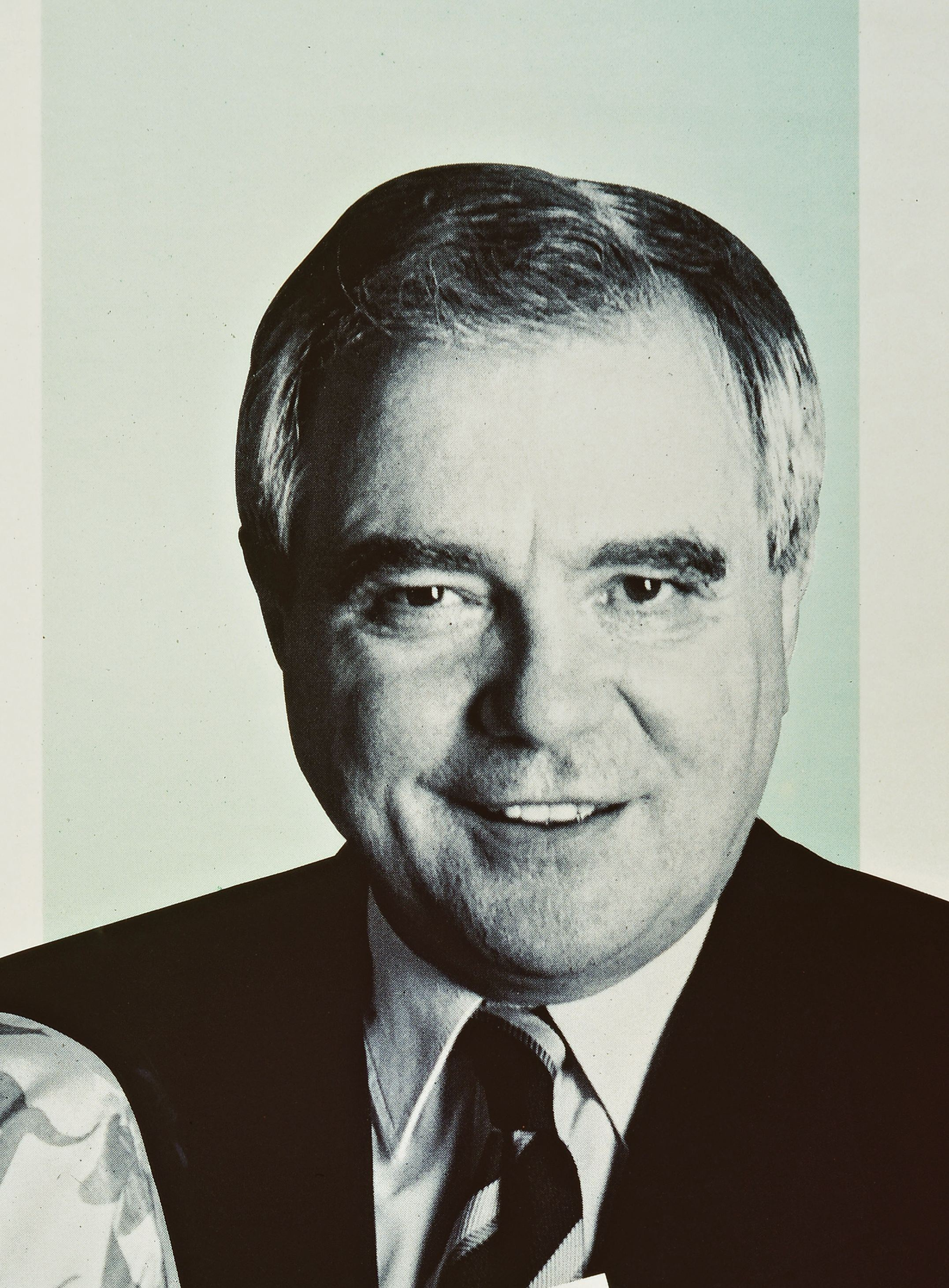
Anton Schaller

Anton Schaller (Nottwil, 15 oktober 1944) is een Zwitsers journalist, voormalig tv-presentator en politicus voor de Lijst van Onafhankelijken. Tegenwoordig is hij werkzaam als communicatieadviseur.